# 榎下家文書
榎下家文書（えのしたけもんじょ）は、日本の古文書群。武田遺臣榎下家に伝来した古文書で、「榎下」は『寛政重修諸家譜』で「えのきした」と読んでいるが、同家では「えのした」と称している。榎下文書とも呼称する。
2007年4月3日放送のテレビ東京番組「開運!なんでも鑑定団」において武田信玄・勝頼の文書三点が出品され、番組では良質な写であり原本ではないと鑑定された。番組放送後、武田氏研究者の柴辻俊六が番組制作者に照会し所蔵者の元を訪ね調査を行い、原本であることが確認された。
榎下家文書は信玄・勝頼の武田氏関係文書三点のほか徳川家康印判状、鳥居成次黒印状のほか付帯史料として「系図書」「先祖書」数冊と幕末明治期の家政史料が含まれている。
榎下氏は『寛政譜』に拠れば勝頼期に仕えた憲清（彦八郎、六左衛門）を初代とし、榎下掃部介憲直の後胤で、上杉支流の宅間修理亮重兼の別れであるという。憲清は天正10年（1582年）3月の武田氏の滅亡後徳川家康に従い、武田遺領を巡る天正壬午の乱における同年8月の北条氏政との御坂口の戦いで軍功を挙げ、徳川家臣となる。同年11月27日には甲斐八代郡に90貫文の知行を与えられたとされ、これらの事実は榎下家文書からも確認される。憲清は鳥居元忠に付属し寛永10年（1633年）に死去し、憲清の子憲重は正保4年（1647年）に小住人組に列し、その後小普請組に転じた。以来、その子孫が家職を継承し幕末に至る。
榎下家所蔵「系図書」では憲清の父として憲康（八郎左衛門）を記し、憲康を榎下顕房（掃部介）の子で信玄・勝頼に仕え天正3年（1575年）の長篠の戦いで戦死したとしている。さらに憲康の先祖を関東管領の上杉憲政旗下の上野住人憲直（掃部介）とし、憲直から憲家（小五郎）、憲宗（彦三郎）、顕房の系譜を挙げている。また、寛政12年（1800年）8月の奥書を持つ「先祖書」では元祖を憲清とし、憲清の本国を上野、生国を甲斐とし、母は未詳であるが妻は武田家臣早川半兵衛であるという。これらの史料から榎下氏ははじめ関東管領上杉氏に仕え、憲清の代に武田家に仕え、武田氏の滅亡後に徳川家に召し抱えられたと考えられている。
武田家に従った時期は不明であるが、榎下家文書の内容から永禄12年（1569年）以前であることが明らかであり、武田氏が西上野侵攻を行った永禄4年11月から相模国の後北条氏との間で国分け協定が結ばれた永禄10年5月の間が想定されている。また、天文21年（1552年）に上杉憲政は上野平井城を退去しており、この時期が転機であった可能性が考えられている。
子孫は幕末遺臣期には幕臣として徳川家達に従い静岡県に移住し、その後東京都、埼玉県に移った。